# Parr (Landschaft)

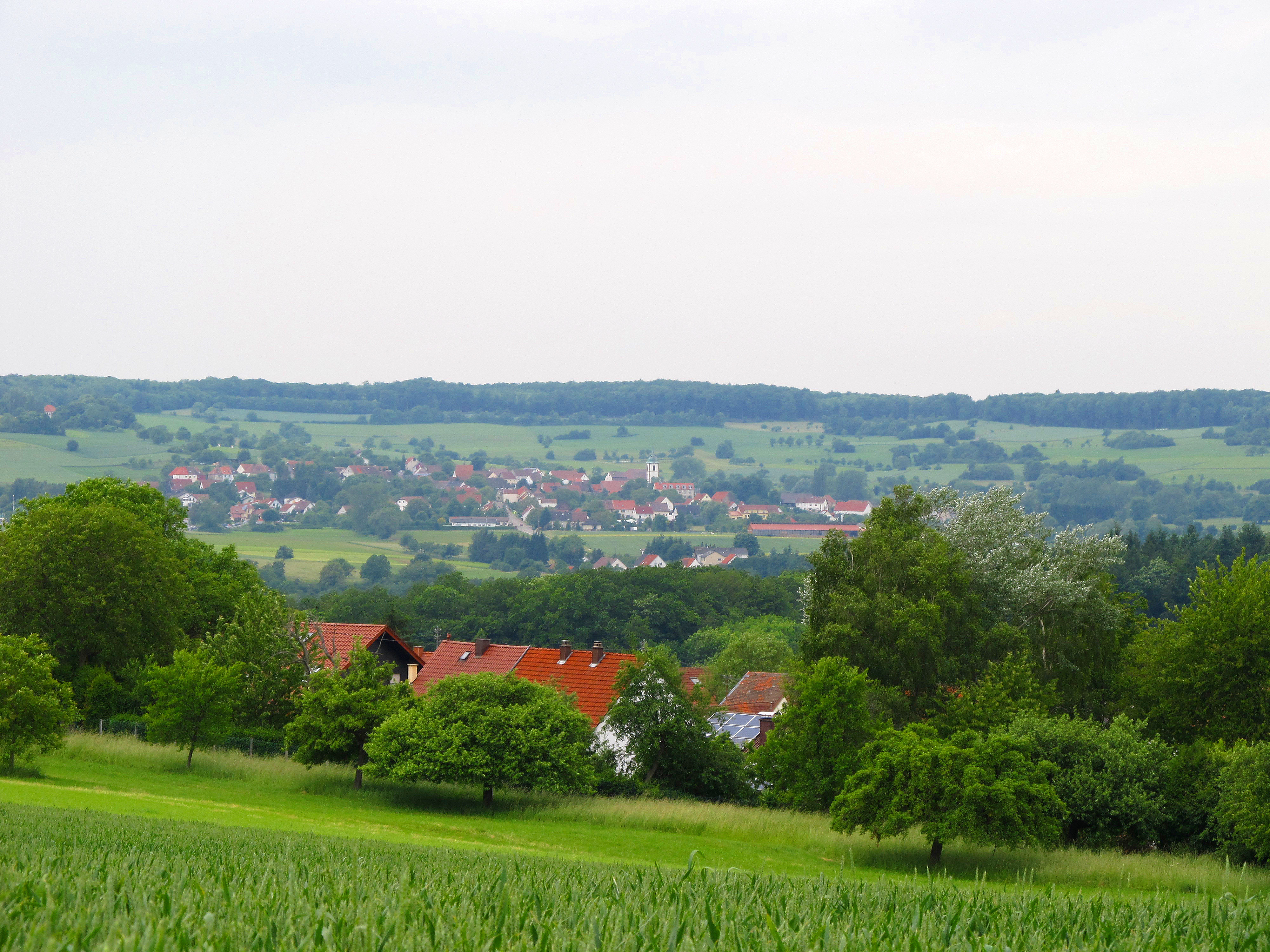
Blick in die „Parr“

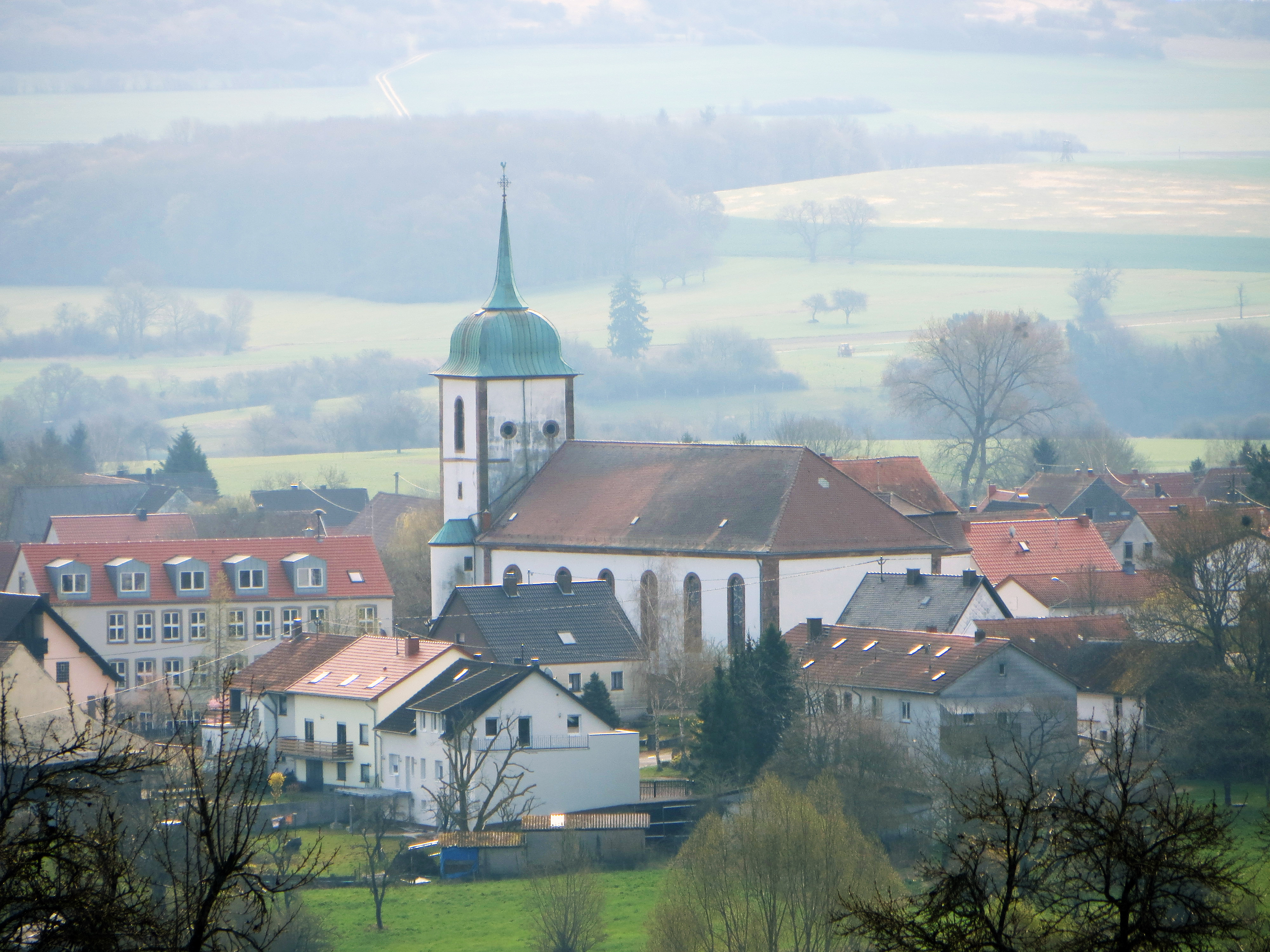
Auf die Pfarrkirche St. Martin in Medelsheim geht der Name der Landschaft zurück

Die Parr (Die Pfarre) ist eine im Volksmund gebräuchliche Bezeichnung für die Landschaft zwischen Bickenalb und Blies, südlich von Blieskastel um den ehemaligen Amts- und Pfarrort Medelsheim. Meist versteht man darunter die vier ehemals zur katholischen Pfarrei Medelsheim gehörenden Orte Medelsheim, Peppenkum, Seyweiler und Utweiler. Die Bewohner werden „Parr-Nickel“ – Mehrzahl „Parr-Nickle“ – geneckt.
Die Menschen in der Parr waren und sind auch heute noch traditionell im katholischen Glauben verwurzelt. Die vielen Feld- und Wegekreuze sind durch einen Kreuz-Wanderweg miteinander verbunden. Die Pfarrkirche St. Martin in Medelsheim, auf die der Landschaftsname der Parr zurückgeht, kann auf 1.100 Jahre zurückblicken. Sie ist auf römische Fundamente gegründet, denen man in der Parr auf Schritt und Tritt begegnet.
Die Parr ist bis heute ein überwiegend landwirtschaftlich geprägtes Gebiet und hatte keinen Anteil am Bergbau. Auf dem Muschelkalk finden sich stellenweise vom Aussterben bedrohte Orchideenarten.
Der Ausdruck „Parr“ wurde seit den 1980er Jahren auch in die Schriftsprache übernommen:

„Mit dem bewußten Verzicht auf die Hervorhebung des Begriffes „Parr“ durch Anführungszeichen wird hier und in dem kommenden Text die mundartliche Form des Wortes „Pfarre“ für das im Südosten des Saarlandes gelegene Gebiet der vier Dörfer Medelsheim, Peppenkum, Seyweiler und Utweiler im Sprachgebrauch als durchaus üblich anerkannt... Das vorliegende Buch behandelt die Geschichte der Parr...“

## Belege
1. ↑  Joachim Motsch: Mutmaßungen über die Entstehung des Uz- oder Necknamens "Parr-Nickel". In: Saarpfalz: Blätter für Geschichte und Volkskunde, Homburg 2000, 3 = Heft 66, S. 36–39.
2. ↑  Joachim Motsch: Meltis oder Medelsheim. Die Parr – Wege und Stationen in der Geschichte. Hrsg. Gemeinde Gersheim, Band 1, 1985, Vorwort, S. 3.